# Sagittaria longiloba
Sagittaria longiloba là một loài thực vật có hoa trong họ Alismataceae. Loài này được Engelm. ex J.G.Sm. miêu tả khoa học đầu tiên năm 1894.